# Pterocephalodes siamensis
Pterocephalodes siamensis là một loài thực vật có hoa trong họ Kim ngân. Loài này được (Craib) V. Mayer & Ehrend. mô tả khoa học đầu tiên năm 2000.